# مسجد الشيخ إبراهيم (أذربيجان)
مسجد الشيخ إبراهيم (بالأذرية: Şeyx İbrahim məscidi) - هو مسجد واقع في المدينة القديمة في عاصمة الأذريبجانية باكو.

## تاريخ المسجد
للوصول إلى بوابة ساليان، يقع على الطريق السريع التجاري الذي يغير اتجاهه.
تم إنشاء المسجد حسب الطلب حاجي عميرشاه.
و تم التلاميم من قبل إغا قفار حاجي موراد أغلو.
علامات كتابية على الواجهة هي مؤشرات على ذلك.
وفقا لكتابة رائسية، من المعروف أن تأسس المسجد في الفترة سولتان شيخ إبراهيم.
و لذلك المسجد يحمل إسمه بنسبة الشيخ إبراهيم.
المسجد مستطيل الشكل المربع ومغطى بالحجر على شكل قبة.
يعمل حاليًا كمدرسة على التابعة مسجد جمعة.

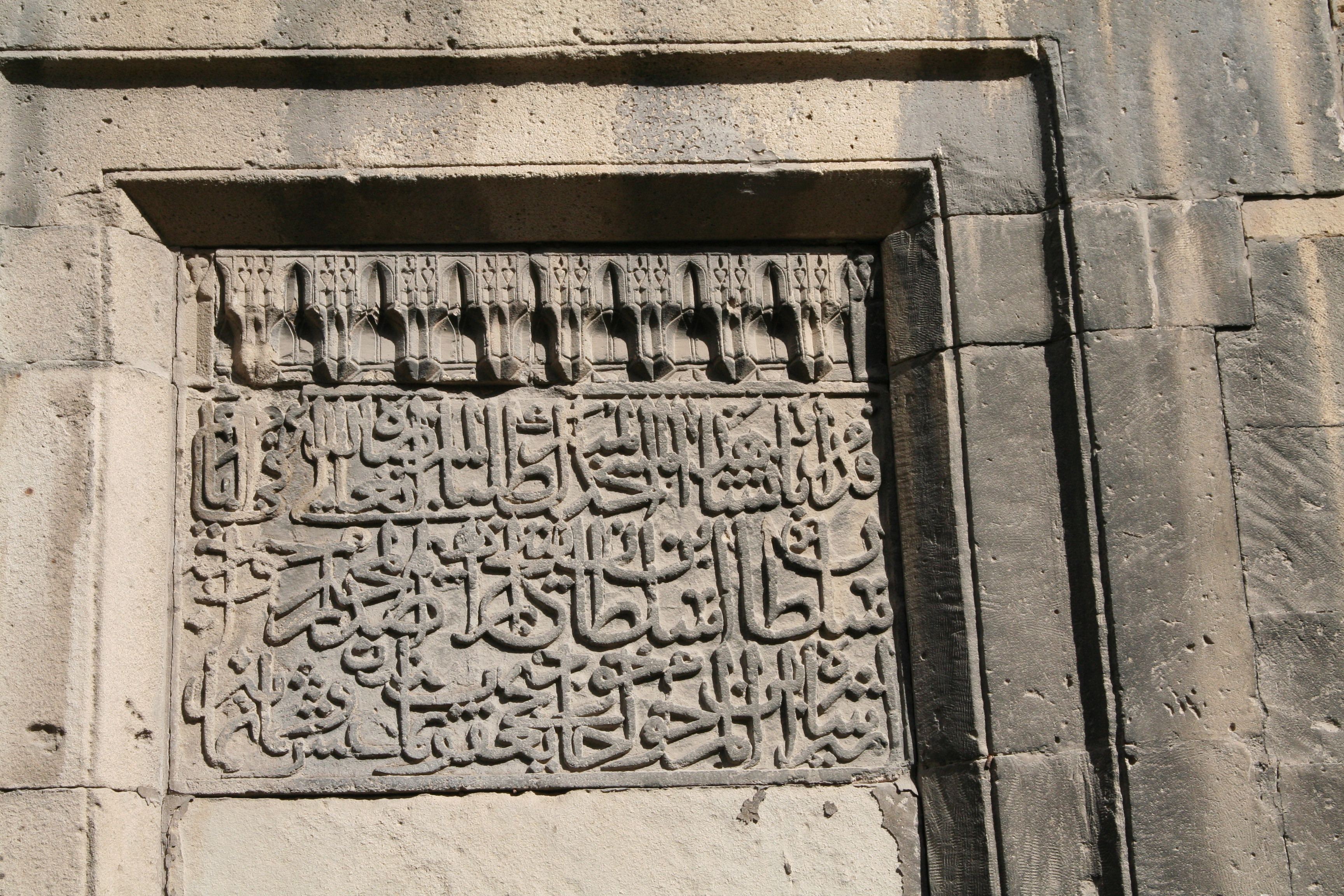